# دادرحمان بازار (بيرسهراب)
دادرحمان بازار (بالفارسية: دادرحمان بازار) هي قرية تقع في البلدة المركزية في إيران. يقدر عدد سكانها بـ 292 نسمة بحسب إحصاء 2016.